# Guillén Pérez de Guzmán
Guillén Pérez de Guzmán (ca. 1180-1233), ricohombre castellano y abuelo materno de la reina Beatriz de Castilla, reina consorte de Portugal por su matrimonio con el rey Alfonso III. 

## Familia
Fue hijo de Pedro Rodríguez de Guzmán (muerto el 18 de julio de 1195 en la Batalla de Alarcos) señor de la Casa de Guzmán, y de Mahalda. En algunas genealogías Guillén figura como hijo de un matrimonio de su padre y de otra esposa llamada Urraca Díaz. Salazar y Acha opina que se trata de dos homónimos, probablemente tío y sobrino. Se trata, sin embargo, de un Guillén Pérez que fue hijo de Pedro Gómez y de Urraca Díaz según consta en un documento cuando Gonzalo González Girón y su esposa, Teresa Arias, donaron unas propiedades a la Orden de Malta en 1233 y especifican que estas propiedades habían pertenecido a Pedro Gómez y que las habían comprado a su viuda Urraca Díaz y a su hijo Guillén Pérez.

## Biografía
Se encontró en las huestes del rey Alfonso VIII de Castilla luchando en la Batalla de las Navas de Tolosa en 1212 junto con sus hermanos Nuño y Teobaldo. Aunque los Guzmán apoyaron a los Lara durante la crisis sucesoria después de la muerte del rey Alfonso VIII, Guillén, probablemente por su matrimonio con un miembro del linaje de los Girón, apoyó a la reina Berenguela y a su hijo el futuro rey Fernando III de Castilla.

## Matrimonio y descendencia

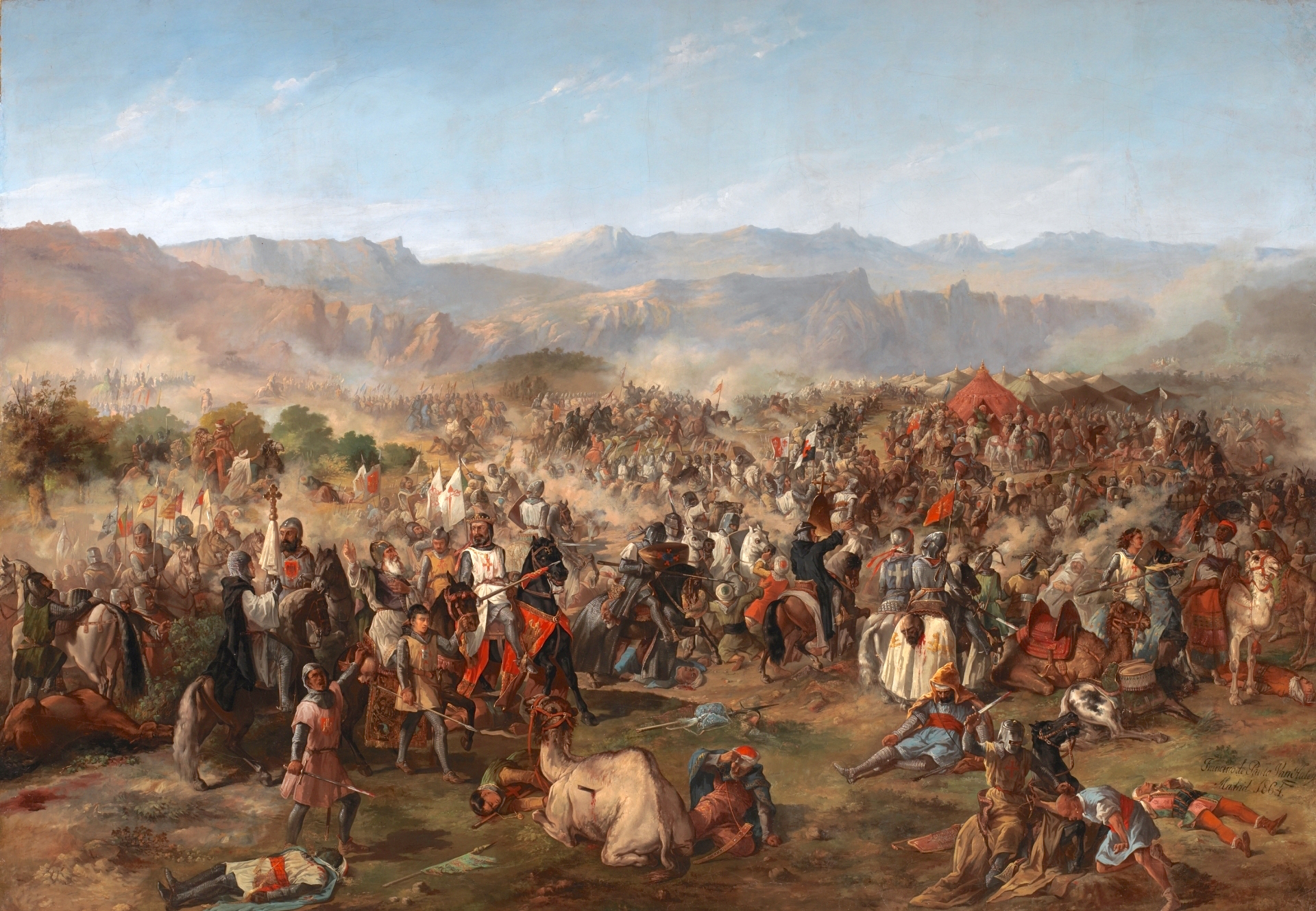
'Batalla de las Navas de Tolosa. Obra del de F. P. Van Halen que se encuentra en el Palacio del Senado en Madrid

Contrajo matrimonio probablemente antes de 1217 y seguramente antes de mayo de 1222 con su parienta María González Girón, hija de Gonzalo Rodríguez Girón y de Sancha Rodríguez. Después de enviudar, María volvió a casar con Gil Vázquez de Soverosa de quien tuvo descendencia. María aún vivía en 1257 cuando dos de los hijos que tuvo con su segundo esposo, Gonzalo y Dordia, confirmaron la partición de la herencia de su progenitor. Guillén Pérez de Guzmán y su esposa María González Girón fueron los padres de: 
- Nuño Guillén de Guzmán,[11] casado con Teresa Álvarez de Manzanedo, con descendencia.
- Pedro Núñez de Guzmán,[12] adelantado mayor de Castilla, casado con Urraca Alfonso, hija bastarda de Alfonso IX de León y de Teresa Gil de Soverosa.[13] Fuera de matrimonio tuvo a Guzmán el Bueno.
- Mayor Guillén de Guzmán,[2] amante del rey Alfonso X de Castilla, con quien tuvo a Beatriz, esposa del rey Alfonso III de Portugal. Mayor fue la primera señora de Alcocer. En septiembre de 1260 fundó y dotó al monasterio de Santa Clara en Alcocer, documento confirmado por sus hermanos Nuño y Pedro.[14]